# Матсон, Герман Петрович
Герман Петрович Матсон (1896 — 16 июня 1938) — ответственный сотрудник ВЧК — ОГПУ — НКВД, председатель ГПУ Белорусской ССР, полномочный представитель ОГПУ при Совете народных комиссаров БССР, начальник Отдела мест заключения Главного управления исправительно-трудовых лагерей и трудовых поселений НКВД СССР. Расстрелян в «особом порядке», реабилитирован посмертно.

## Биография
Родился в 1896 году в Сепкульской волости Вольмарского уезда Лифляндской губернии в латышской семье, по профессии столяр.
С 1914 по 1918 годы служил в Русской императорской армии. В 1914 году вступил в РСДРП, большевик. В 1918 году начальник Регистрационного отдела Великолуцко-Полоцкого района.
В органах ВЧК-ГПУ-НКВД с 1918 года. В 1918—1921 годах — председатель Псковской губернской ЧК, затем — начальник Тульского городского отдела ГПУ, с ноября 1926 года по март 1931 года полномочный представитель ОГПУ по Уралу, а в 1931 году назначается полномочным представителем ОГПУ при СНК СССР по Средней Азии.
С августа 1931 года по апрель 1932 года — председатель ГПУ Белорусской ССР и одновременно полномочный представитель ОГПУ при СНК СССР по БССР и начальник Особого отдела Белорусского военного округа.
В 1932—1934 годах — полномочный представитель ОГПУ при СНК СССР в Татарии, затем — начальник Отдела мест заключения ГУЛАГа НКВД СССР.
В феврале 1935 года исключён из ВКП(б) «за антипартийную оценку февральского (1935) Пленума ЦК» и 7 февраля 1935 года уволен из органов. Работал начальником Вайгачского горнорудного треста, директором «Холбонстроя» Главзолота Восточно-Сибирского края.
Арестован 19 июля (по другим данным 16 июня) 1937 года органами УНКВД Восточно-Сибирского края. Этапирован в Москву. Внесен в сталинский расстрельный список «в особом порядке» от 5 марта 1938 года по 1-й категории ("за" Сталин, Молотов, Ворошилов, Жданов). 16 июня 1938 года «за участие в латышской контрреволюционной фашистско-националистической организации, терроре и заговоре правых» (ст. ст. 58-8, 58-11 УК  РСФСР ) осужден в особом порядке"  к ВМН. Приговор приведён в исполнение в Москве в тот же день. Вместе с Матсоном были расстреляны руководящие сотрудники НКВД СССР: Г. И. Благонравов, В. Т. Иванов, Б. А., Бак, П. А. Самойлов, В. И. Герасимов, жена  Г. Г. Ягоды И. Л. Авербах и две его сестры (всего 10 осужденных). Место захоронения — спецобъект НКВД  «Коммунарка».
Реабилитирован определением Военного трибунала Московского военного округа от 18 июля 1988 года.

## Семья
- Жена — Лариса Владимировна Матсон-Жигалкович (1911—1960), родилась в 1911 г. в Псковской губернии. Жила в Москве по адресу: ул. Мещанская, 60, кв. 12[3].  В декабре 1938 года, уже после расстрела мужа, приняла у себя беглого наркома внутренних дел Украинской ССР Александра Успенского (с которым была знакома и состояла в любовных отношениях, зародившихся ещё в конце 1920-х годов в Туле, где Успенский служил в местном губотделе ГПУ под началом её мужа Германа Матсона). Вместе они переехали в Муром[4], где Лариса работала заведующей родильным отделением Муромской городской больницы[3]. Но в марте 1939 года Лариса Матсон и Успенский расстались, она вернулась в Москву[4].  Арестована 20 апреля 1939 г., находилась в Бутырской тюрьме, где у неё в 1939 г. родился сын Владимир. Приговором Военной коллегии Верховного суда СССР от 23 октября 1939 г. приговорена к 10 годам заключения и ссылки. По данным её сына, репрессированы были родители  Ларисы: отец — Владимир Григорьевич Жигалкович (арестован в 1938 г.[5]) и мать — Надежда Георгиевна Жигалкович (отбывала срок в Краслаге в Решётах в 1939—1949  г. г.[6]).  Сама Лариса Владимировна срок заключения отбывала на ст. Терескульская Томской ж. д. (п/я № 5), Мариинске Кемеровской области (п/я № ЛК 247), в Саратовской области (совхоз 8 марта (п/я 292) в лазарете). Во время Великой Отечественной войны в момент строительства железной дороги под Сталинградом работала в госпитале. С 1949 по 1956 г. г. находилась в ссылке, работала врачом в селах Абан, Березовка и Ношино Абанского района Красноярского края. Вместе с ней в ссылке был сын Владимир и мать. Освобождена в 1956 г. Реабилитирована 31 мая 1963 г. решением Военной коллегии Верховного суда. Умерла 14 мая 1960 г. в  Киеве[3]

Архив НИПЦ «Мемориал»(Москва) //Ф. 1. Оп. 2. Д. 2890. сведения восходят к сыну. Сайт "ЦентрАзия" со ссылкой на "Живой журнал" опубликовал альтернативную биографию жены Германа Матсона. Приведена с сокращениями, разночтения выделены жирным шрифтом.
Матсон (в девичестве — Жигалкович) Лариса Владимировна (1903(?) г. р., уроженка Тверской губернии, из семьи управляющего имением, вначале 1920-х гг. училась в Московском мединституте). Ее обвинили в содействии и в укрывательстве перешедшего на нелегальное положение бывшего наркома внутренних дел УССР А. И. Успенского. <...> После ареста А. И. Успенского Матсон как "член семьи изменника Родины" была приговорена к 8 годам лишения свободы. Срок наказания отбывала в Прикаспийском  и Саратовском ИТЛ НКВД, где работала главным врачом лазарета одного из лагерных отделений. После освобождения в 1946 г. была направлена в ссылку в село Ношино Абаканского района Красноярского края, в 1956 г. освобождена из ссылки.
Дата отправки в ссылку в село Ношино 1946—1956 годах подтверждается в рукописи Ксении Вегелей "История репрессий в СССР на примере жителей села Ношино".  }}.

## Награды
- Два знака "Почетный работник ВЧК — ГПУ" (1925, 1932)[4][8].